# Esciápodo

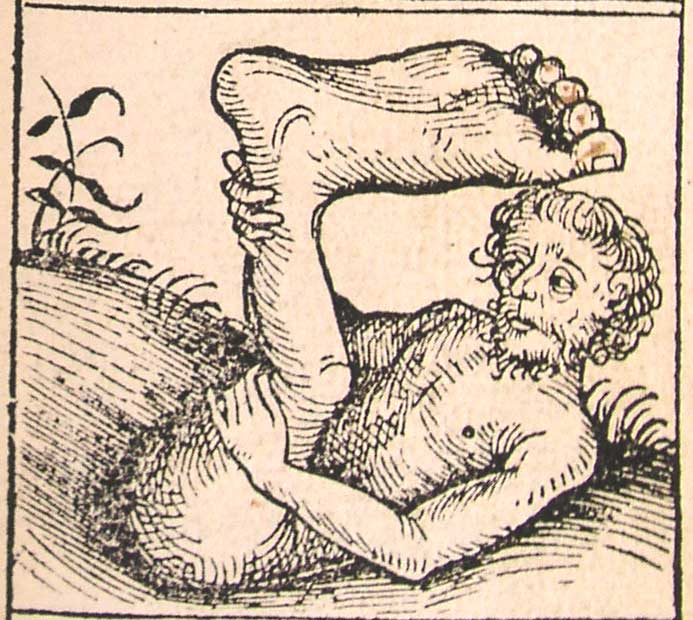
Un esciápodo de Las Crónicas de Nuremberg (1493).

Los esciápodos o monopodos (también monocoli o monóscelos) son seres mitológicos con un solo pie o pie enorme, que se extiende desde una pierna gruesa centrada en el medio de su cuerpo. El nombre skiapodes se deriva de σκιαποδες - "Pies de sombra" en griego y monocoli de μονοκωλοι - 'una sola pierna' en griego
Su nombre significa "sombrapie" y es debido a su costumbre de elevar la pierna cual sombrilla y darse sombra así. Escílax de Carianda habla de ellos en el siglo VI a. C., ubicándolos en la India. Allí también los ubica, en el siglo I d. C., Plinio el Viejo en su Naturalis historia (Libro VII, Cap. II.). 
Siglos después, con el advenimiento del cristianismo, la leyenda perdura. San Agustín (S. IV) ofrece una somera descripción de ellos:

Asimismo afirman que hay una nación en que no tienen más que una pierna y que no doblan la rodilla y son de admirable velocidad, a los cuales llaman sciopodas.